# Mevo'ot Yericho
Mevo'ot Yericho (en hebreo: מְבוֹאוֹת יְרִיחוֹ) (en español: "Entrada a Jericó") es un asentamiento comunitario israelí fundado en 1999. El pueblo está ubicado en el sur del Valle del Jordán en la región Judea y Samaria, justo al norte de Jericó, en el Valle de Yitav. El municipio está a 150 metros bajo el nivel del mar. La aldea está bajo la jurisdicción del Concejo Regional del Valle del Jordán.
La comunidad internacional considera que los asentamientos israelíes en la región de Judea y Samaria, en los denominados "territorios palestinos", son "ilegales" según el derecho internacional, pero el gobierno israelí no está de acuerdo con esta afirmación.
La colonia originalmente fue fundada como una estación para llevar a cabo experimentos agrícolas, y fue conocida con el nombre de Havat HaIklum (literalmente: "La granja de aclimatación"), Mevo'ot Yericho se convirtió en una comunidad agrícola en el año 2000. Con los años más familias se unieron al asentamiento y muchas de ellas no trabajan en el ámbito de la agricultura. El número total de familias ha aumentado desde una sola familia, hasta 28 en la actualidad. Varios cultivos se desarrollan en el asentamiento, incluyendo: limones, dátiles, higos, uvas, patatas, fruta de la pasión y otros cultivos.
A mediados de la década de 2000, un proyecto para jóvenes desfavorecidas fue establecido en Mevo'ot Yericho. Las chicas viven y trabajan en la comunidad, y viajan hasta la ciudad santa de Jerusalén para llevar a cabo sus estudios allí. Este proyecto se llama Ginat Eden (en hebreo: גינת עדן).